# Stéphane Pompougnac
Stéphane Pompougnac (* 1968 in Paris) ist ein französischer House-DJ, Musiker, Komponist und Musikproduzent. Internationale Bekanntheit erlangte er vor allem durch die Serie Hôtel Costes, eine von ihm zusammengestellte Kompilation im Downtempo-Stil.

## Biografie
Pompougnac wurde 1968 in Paris geboren. Seine Kindheit und Jugend verbrachte er in Bordeaux. Im Alter von 18 Jahren begann er in verschiedenen Clubs in Bordeaux als DJ aufzulegen. Nach seinem Studium verbrachte er zunächst sechs Monate in London, bevor er 1992 nach Paris zurückkehrte. Dort legte er in Clubs wie Le Queen, Privilège und Diable des Lombards auf. Schließlich wurde er Stamm-DJ im Les Bains Douches. Dort lernte Pompougnac 1997 Jean-Louis Costes, einen der Besitzer des Luxushotels Costes kennen. Costes machte Pompougnac das Angebot, in der Lounge des Hotels als DJ zu arbeiten. 
Pompougnac veröffentlichte 1999 seine erste Kompilation mit dem Titel Hôtel Costes und legte damit den Grundstein für die gleichnamige Serie, mit der er seither international erfolgreich ist. Außerdem lieferte er die Musik für verschiedene Modepräsentationen von Gucci und Yves Saint-Laurent sowie verschiedene Kompilationen für z. B. Perrier.
2003 veröffentlichte er sein erstes selbst produziertes Album mit dem Titel Living on the Edge.

## Diskografie

### Solo
- Living on the Edge (2003)
- Perrier (2005)
- Hello Mademoiselle (2007)
- Night & Day (2011)
- Bloody French (2014)

### Compilations

#### Hôtel Costes
- Hôtel Costes, Vol. 1: Café Costes (1999)
- Hôtel Costes, Vol. 2: La suite (1999)
- Hôtel Costes, Vol. 3: Étage 3 (2000)
- Hôtel Costes, Vol. 4: Quatre (2001)
- Hôtel Costes, Vol. 5: Cinque (2002)
- Hôtel Costes, Vol. 6 (2003)
- Hôtel Costes, Vol. 7 (2004)
- Hôtel Costes, Best Of Costes (2005)
- Hôtel Costes, Vol. 8 (2005)
- Hôtel Costes, Vol. 9 (2006)
- Hôtel Costes, Vol. 10 (2007)
- Hôtel Costes, Vol. 11 (2008)
- Hôtel Costes, Vol. 12 (2009)
- Hôtel Costes, A Decade (2009)
- Hôtel Costes, Vol. 14 (2010)
- Hôtel Costes, Vol. 15 (2011)

#### Weitere
- Saks Fifth Avenue (album) (2002)
- The Concorde Lounge - Supersonic Jet Set Love (2003)
- Sparkling Moments: Tokyo/Paris (2005)
- JEWEL (2008)